# 5960 Вакканай
5960 Вакканай (5960 Wakkanai) — астероїд головного поясу, відкритий 21 жовтня 1989 року.
Тіссеранів параметр щодо Юпітера — 3,656.
Названо на честь міста Вакканай (яп. わっかない(稚内)).